# Мечкі (Ломжинський повіт)
Мечкі (пол. Mieczki) — село в Польщі, у гміні Пшитули Ломжинського повіту Підляського воєводства.
Населення — 89 осіб (2011).
У 1975-1998 роках село належало до Ломжинського воєводства.

## Демографія
Демографічна структура станом на 31 березня 2011 року:
|          | Загалом | Допрацездатний вік | Працездатний вік | Постпрацездатний вік |
| -------- | ------- | ------------------ | ---------------- | -------------------- |
| Чоловіки | 45      | 7                  | 31               | 7                    |
| Жінки    | 44      | 10                 | 27               | 7                    |
| Разом    | 89      | 17                 | 58               | 14                   |